# Ян Гриб
Гриб Ян Янович (біл. Грыб Ян Янавіч; нар. 21 листопада 1936; Куршиновичи, гміна Медведичи, Барановицький повіт, Новогрудське воєводство, Польська республіка. Тепер — Куршиновичи, Ляховицький район, Берестейська область, Білорусь) — білоруський громадський діяч і письменник. Член Союзу білоруських письменників.

## Біографія
На самому початку німецько-радянської війни батька Яна Гриба було розстріляно німецькими окупантами. Сім'я переїхала до села Погорільці (тепер — Несвізький район Мінської області), де Ян Гриб закінчив семирічку. Після війни поїхав на заробітки в Росію, закінчив челябінське ремісницьке училище. У 1956 — 1957 роках був курсантом, льотчиком на Далекому Сході. 
У 1960 році приїхав у Мінськ. Закінчив фізичний факультет Білоруського державного університету. Працював у творчому об'єднанні «Інтеграл», ПТВ «Електроніка», викладачем у Мінському коледжі електроніки, займався підприємницькою діяльністю.
Після виходу на пенсію пересилився до лісної хати в Клипавшчині під Дзержинськом, яку сам побудував. Прожив у неї 15 років.
Він очолював мінську Кастричницьку раду Товариства білоруської мови з моменту його утворення.
У червні 2020 року суд Кастричницького району міста Мінська (суддя — Олена Живіца) присудив Яну Грибу штраф у розмірі 1080 білоруських рублів за агітацію кандидата в президенти Світлани Тихановської.

## Творчість
Друкувався в періодиці. У 2005 році видав збірку віршів «На своїй землі».